# Abbot House

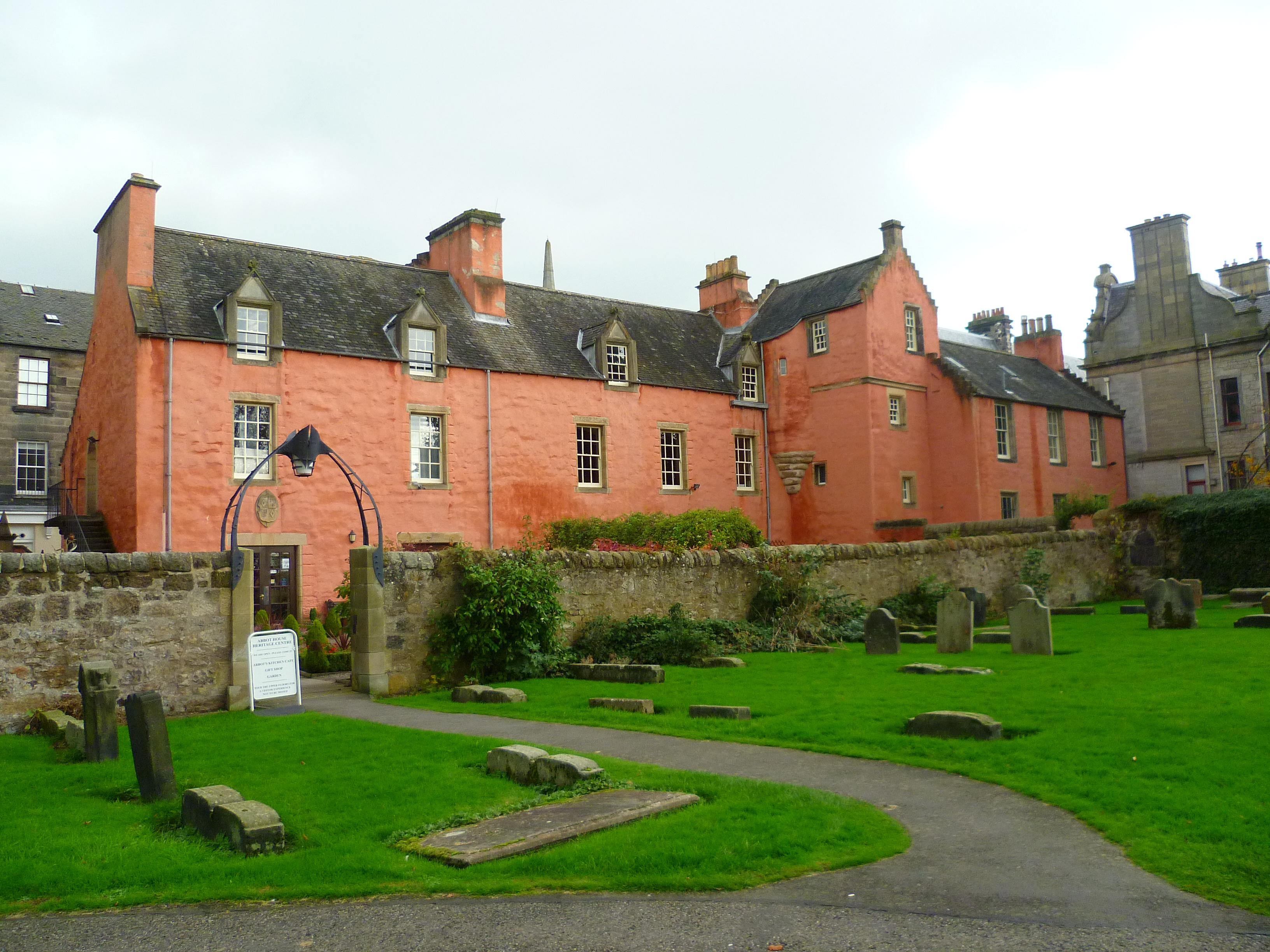
Abbot House

Abbot House ist ein Wohngebäude in der schottischen Stadt Dunfermline in der Council Area Fife. 1971 wurde das Bauwerk als Einzeldenkmal in die schottischen Denkmallisten in der höchsten Denkmalkategorie A aufgenommen.

## Geschichte
Die Ursprünge von Abbot House gehen auf das 15. Jahrhundert zurück. Möglicherweise entstammt es einer Bauphase während der 1460er Jahre, als die Dunfermline Abbey, der es zugehörig war, erweitert wurde. Ob es sich, wie der Name vermuten lässt, einst um das Wohnhaus des Abts handelte, ist nicht gesichert. Die konkrete Bezeichnung kann erstmals im 19. Jahrhundert nachgewiesen werden. Vermutlich wurde das Gebäude in der zweiten Hälfte des 16. Jahrhunderts weitgehend neu aufgebaut, wobei jedoch Fragmente der ursprünglichen Struktur integriert wurden. Im Laufe des 17. Jahrhunderts befand sich Abbot House im Besitz der Earls of Dunfermline. In dieser Zeit wurde es mehrfach erweitert. Zwischen 1672 und ihrem Tod im Jahre 1699 hatte Anne Halkett Teile von Abbot House angemietet und lebte dort. Anhand archäologischer Befunde ist bekannt, dass zwischen dem 15. und dem 19. Jahrhundert im Erdgeschoss Werkstätten eingerichtet waren.
Im Laufe des 19. Jahrhunderts verzeichnet Abbot House wechselnde Eigentümer. Im Jahre 1909 erwarb der Carnegie Dunfermline Trust den Ostteil und Betrieb dort eine Handwerkerschule. Zu Zeiten des Zweiten Weltkriegs diente Abbot House zunächst als Offizierskasino der Royal Navy und dann als Hauptquartier eines Ausbildungskorps. Nach der Restaurierung zu Beginn der 1960er Jahre beherbergte das Gebäude anmietbare Räumlichkeiten sowie das Besucherzentrum der Dunfermline Abbey. 1989 wurde es zu einer Begegnungsstätte mit historischem Bezug umgestaltet. Aus finanziellen Gründen musste die Einrichtung im Jahre 2015 schließen.